# أدريان ألونسو
أدريان ألونسو (بالإسبانية: Adrián Alonso)‏ هو ممثل مكسيكي، ولد في 6 أبريل 1994 بمدينة مكسيكو في المكسيك.

## أعمال

### أفلام
- (2005) أسطورة زورو[2]

## وصلات خارجية
- أدريان ألونسو على موقع IMDb (الإنجليزية)
- أدريان ألونسو على موقع ألو سيني (الفرنسية)
- أدريان ألونسو على موقع أول موفي (الإنجليزية)
- أدريان ألونسو على موقع قاعدة بيانات الأفلام السويدية (السويدية)
- أدريان ألونسو على موقع قاعدة بيانات الفيلم (الإنجليزية)
- أدريان ألونسو على موقع كينوبويسك (الروسية)